# Familjär hyperkolesterolemi
Familjär hyperkolesterolemi (FH) är en ärftlig sjukdom som yttrar sig i en störd ämnesomsättning med förhöjt kolesterol som följd. Det är en av de vanligaste ärftliga sjukdomarna i Sverige. Omkring 45 000 invånare (0,5 procent) har genetiskt högt kolesterol. Sjukdomen, som är lika vanligt förekommande som typ 1-diabetes, orsakas av ett genetiskt fel.
I de allra flesta fall av förhöjt kolesterolvärde är orsaken förmodligen en blandning av livsstil och genetik, men i cirka 5 procent av fallen rör det sig enbart om en genetisk sjukdom. En person som lider av FH löper större risk att drabbas av hjärt-kärlsjukdomar. Cirka hälften av de män som har FH drabbas före 50 års ålder av en kranskärlssjukdom, och risken för att män i 40-årsåldern som har FH drabbas av hjärtinfarkt är ungefär 50 gånger högre jämfört med normalbefolkningen.